# Elecciones municipales de 2019 en Casalarreina
Las elecciones municipales de 2019 se celebraron en Casalarreina el domingo 26 de mayo, de acuerdo con el Real Decreto de convocatoria de elecciones locales en España dispuesto el 1 de abril de 2019 y publicado en el Boletín Oficial del Estado el día 2 de abril. Se eligieron los 9 concejales del pleno del Ayuntamiento de Casalarreina, a través de un sistema proporcional (método d'Hondt), con listas cerradas y un umbral electoral del 5 %.

## Candidaturas
En abril de 2019 se publicó 1 candidatura, PSOE con Félix Caperos Elosúa a la cabeza.

## Resultados
Tras las elecciones, PSOE volvió a ganar las elecciones, con 9 concejales.
| Candidatura     | Candidatura                              | Votos | %                                       | Escaños                                 |
| --------------- | ---------------------------------------- | ----- | --------------------------------------- | --------------------------------------- |
|                 | Partido Socialista Obrero Español (PSOE) | 433   | 80,78                                   | 9                                       |
| Votos en blanco | Votos en blanco                          | 103   | 19,21                                   |                                         |
| Votos válidos   | Votos válidos                            | 536   | 100,00                                  | 9                                       |
| Votos nulos     | Votos nulos                              | 50    | Participación: · \| \| 68,55 % \| 2,28% | Participación: · \| \| 68,55 % \| 2,28% |
| Votantes        | Votantes                                 | 586   | Participación: · \| \| 68,55 % \| 2,28% | Participación: · \| \| 68,55 % \| 2,28% |
| Electores       | Electores                                | 838   | Participación: · \| \| 68,55 % \| 2,28% | Participación: · \| \| 68,55 % \| 2,28% |
|                 | 68,55 %                                  |       |                                         |                                         |

## Concejales electos
| N.º | Nombre                          | Lista | Lista |
| --- | ------------------------------- | ----- | ----- |
| 1   | Félix Caperos Elosúa            |       | PSOE  |
| 2   | Agustín Díaz Terrazas           |       | PSOE  |
| 3   | Pedro José Ortíz Prestamero     |       | PSOE  |
| 4   | Cristina Elias Ortíz            |       | PSOE  |
| 5   | Eva María San Miguel Gubia      |       | PSOE  |
| 6   | María Esther Iracheta Maisterra |       | PSOE  |
| 7   | Azahara Fernández Ezquerra      |       | PSOE  |
| 8   | Rubén Álvarez Olarte            |       | PSOE  |
| 9   | Luciliano García Tobía          |       | PSOE  |